# 교회 건축

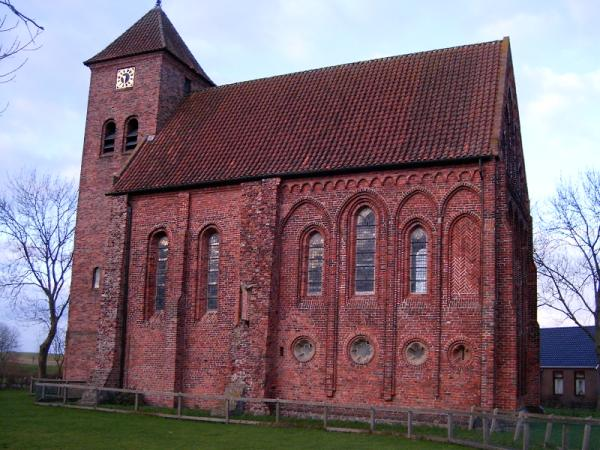
800년 된 네덜란드 북부의 Termunten의 Ursuskerk

다음은 교회 건축(敎會建築)에 관한 설명이다.
신앙공동체로서의 그리스도 교회와 건물과의 상관관계를 보면 '교회'와 건물이 동일한 것은 아니지만 '교회'는 기독교 신자들에 대해 처음부터 예배를 보는 장소로서 중요한 곳이었다. 또 '교회'는 종종 지상에 있어서의 하느님의 집으로서 그 자체가 신성시되었으며, 또 죽은 자를 기념하는 장소로서, 일상의 집회와 휴식의 장소로서도 중요한 역할을 하여 왔다. 그러므로 '교회'의 건축은 기독교인들이 가장 주의를 기울이게 되는 것이며 또한 기독교 예술의 핵심을 이루는 것이라 할 수 있다. 대규모 교회건축이 시작되는 것은 기독교가 공인된 이후부터이며, 이 4세기부터 현대에 이르기까지 교회에 대한 신학적 해석의 변천과 건축기술의 발달에 따라서 실로 다양한 건축양식을 만들어냈다.
그 변천 과정을 더듬어보면 우선 초기 기독교 시대의 기본적 양식으로서 납작한 지붕으로 된 장방형 평면의 '바실리카식(basilica式)'과, 돔(dome) 또는 볼트(vault) 천장을 가진 원형과 다각형 평면으로 된 '집중식'을 들 수 있다. 다음으로 '비잔틴식(Byzantine式)'은 돔의 집중식 구조를 장방형 또는 장방형의 평면에 채용한 것으로부터 시작하여 뒤에는 그리스 십자형 평면이 이 양식의 대표적인 것이 되었다. 이에 대하여 '로마네스크식(Romanesque式)'은 11, 12세기의 서부 유럽 지역에서 널리 채태되었던 양식으로서, 지역에 따라 각각 독특한 양식을 만들어내게 되었으며, 그 공통된 특색으로는 바실리카 방식을 채택하면서 중량 있는 석재와 벽돌로 천장을 받치도록 구성된 것이다. 따라서 이 양식은 벽면의 양감(量感)이 현저하고, 대체적으로 건물 외관이 중후한 느낌을 준다. 이것의 뒤를 이은 '고딕식'은 대표적인 건축물을 현재에도 볼 수가 있다.
중세 예술의 정수를 모아놓고 웅장하고 아름다운 이 건축양식은 당시 크게 위력을 떨쳤던 중세 기독교 정신을 반영한 것이며, 또한 새로운 기술개발의 성과이기도 하였다. 특히 종래의 벽체 구조(壁體構造)가 갖는 역학적 결함을 기둥 구조에 의하여 해결한 것이 그 뒤의 기독교 예술에 커다란 변화를 주게 하였다.
근세 이후에도 각 시대를 반영하는 '르네상스식', '바로크식', '로코코식' 등의 건축양식이 발생했으며 금세기에 건축기술의 눈부신 발전과 사회환경의 급격한 변화에 따라서 과거의 '교회' 건축양식으로부터 완전히 탈피한 외관과 평면 구조를 갖는 많은 건축물이 생겨나게 되었다.

## 같이 보기
- 수도원
- 분류:교회 건축